# 杉沢薬品
杉沢薬品株式会社（すぎさわやくひん）は、岩手県奥州市に本社を置く企業。医薬品の配置販売を行う。

## 概要
この会社の主力は「置き薬」。
置き薬を中心に、健康食品の訪問販売や、医薬品、健康食品の商品開発・卸販売を行っている。置き薬会社だが、医薬品のプライベートブランド商品がある。

## 沿革
- 1905年 - 杉沢半兵衛、現在の奥州市を中心に約3,000軒の客宅へ、富山県から置き薬を届ける。
- 1975年 - 有限会社として法人化。
- 1998年 - 社名を下杉沢薬品株式会社に変更。
- 2002年 - 顧客への「質の高い健康情報の提供」をテーマに、第１回目の岩手県経営革新企業の承認を受ける。
- 2003年 - 国際規格ISO9001：2000年版を「お客様へのサービスの品質向上」をテーマに取得。
- 2009年 - 経済産業省から雇用創出企業として認定を受ける。
- 2010年 - 「中小企業IT経営力大賞2010」にて、IT経営実践企業として認定された「東北IT経営実践オピニオンリーダー賞」、優秀賞「日本商工会議所会頭賞」を受賞。